# DGamer
DGamer (Disney Gamer) est un site internet développé par Disney Interactive Studios, filiale de la Walt Disney Company, proposant à la fois des jeux en ligne, un service de téléchargement et un réseau social orienté pour les possesseurs de Nintendo DS. Le service est accessible depuis le 15 mai 2008 aux États-Unis via la Nintendo Wi-Fi Connection ou un ordinateur grâce au site Disney.com et coïncide avec la sortie du jeu Le Monde de Narnia : Le Prince Caspian.
Le site propose des jeux développés par Fall Line Studios, créé en 2006 spécialement pour la plateforme Nintendo DS et la Wii. .